# Riu Darling
El riu Darling (en anglès Darling River) és el tercer riu més llarg d'Austràlia, amb 1.472 quilòmetres de llarg. El seu recorregut va des del nord de Nova Gal·les del Sud fins a la seva confluència amb el riu Murray a Wentworth. Si hi incloem els seus afluents podem parlar del sistema fluvial més llarg del continent, amb 2.844 km. Fou descobert per Hamilton Hume i Charles Sturt en una expedició realitzada el 1828.